# Хакимов, Эдвард Муратович
Эдвард Муратович Хакимов (тат. Эдвард Морат улы Хәкимов; род. 12 апреля 1938, Чистополь, Чистопольский район, Татарская АССР, РСФСР, СССР) — советский и российский учёный, геолог, философ, писатель, фотограф. Доктор философских наук (1993), кандидат геолого-минералогических наук (1969).

## Биография
Эдвард Муратович Хакимов родился 12 апреля 1938 года в Чистополе Татарской АССР. Из семьи служащих. Отец — Мурат Музакиевич, работал главным врачом в сельской больнице; мать — Сугда Закиевна, была медсестрой. Проживали в деревне Такталачук Актанышского района, после начала Великой Отечественной войны Эдвард с матерью и сестрой Айсылу переехал в Мензелинск, тогда как старший брат Ильтазар ушёл на фронт, а отец трудился в военных госпиталях. После войны Хакимовы много переезжали по работе, жили в разных районах и городах республики.
В 1956 году окончил школу рабочей молодёжи в Казани, после чего работал слесарем-сборщиком на заводе «Пишмаш». В 1957 году поступил на геологический факультет Казанского государственного университета имени В. И. Ульянова-Ленина, который окончил в 1962 году по специальности «геологическая съемка и разведка месторождений полезных ископаемых». После получения образования до 1965 года работал инженером-геологом Ижорской геологической экспедиции Западно-Сибирского геологического управления в Новокузнецке Кемеровской области.
В 1965 году поступил в аспирантуру на кафедру полезных ископаемых и разведочного дела Казанского университета, которую окончил в 1968 году.
В том же году поступил ассистентом на кафедру физической географии и геологии Казанского государственного педагогического института (позднее — Казанский государственный педагогический университет, Татарский государственный гуманитарно-педагогический университет). В 1969 году получил учёную степень кандидата геолого-минералогических наук, защитив в КГПИ диссертацию «Околорудноизменённые породы и ореолы рассеяния ртутных месторождений северо-западной части Кузнецкого Алатау» под научным руководством профессора В. А. Полянина. В 1979 году получил учёное звание доцента. В 1985—2001 годах был заведующим кафедрой физической географии и геологии. В 1994 году получил звание профессора. С 1996 являлся заместителем главного редактора научно-производственного журнала «Мониторинг». В КГПУ работал до 2011 года, когда стал профессором кафедры географии и краеведения Института экологии и географии Казанского университета. Преподавал до 2015 года, более 40 лет.
В советские годы заинтересовался философией, занимался отвлечёнными от политики вопросами, как то проблемы естествознания, онтология и теория познания, где не было партийного диктата. В 1993 году получил степень доктора философских наук, защищитив диссертацию «Диалектика иерархии и неиерархии в философии и естествознании» в Институте философии и права Сибирского отделения Российской академии наук. Разработал общенаучную теорию иерархических систем о многоуровневом строении объектов природы и общества, представляющую собой вариант общей теории систем. Занимался исследованиями теории и методологии развития, динамики и моделирования сложных многоуровневых систем, изучением структурной организации объектов геологии, географии, биологии и социологии. Является автором ряда научных трудов, подготовил трёх кандидатов наук.
Главным в моей жизни было и есть осмысление того, почему мы живём так, как живём. Моя душа восставала против насилия над моим сознанием и требовала свободы, но я знал: для ответа на эти вопросы нужны глубокие знания и опыт самой жизни. Что же касается религиозного объяснения бытия, творений природы и человека, считаю, что я не дорос до принятия этой веры всем сердцем. Это и определило мой долгий путь от студента геологического факультета до профессора и члена Союза фотохудожников России. Он был интересным, потому что наполнен разнообразными человеческими отношениями.Эдвард Хакимов, 2015 год.
Член Союза журналистов СССР (с 1965 года), Союза журналистов Татарской АССР (с 1968 года), Союза фотохудожников России (с 2000 года). В 1960-х годах начал писать рассказы для детей и юношества, публиковался в журнале «Костёр» и газете «Комсомолец Татарии». Является автором рассказов, очерков, заметков о природе, а также автобиографической повести о жизни фотографа. Фотографией начал увлекаться ещё в школе, в студенческие годы был членом фотоклуба «Волга». В 1970-х годах принял активное участие в создании фотоклуба «Тасма», члены которого ставили себе целью запечатлеть окружающую жизнь в естественном духе, без официоза. Также был организатором молодёжного фотоклуба «Сююм» при КГПУ, выступал научным руководителем дипломных работ в области теории фотографии на факультете изобразительного искусства и дизайна, разработал несколько учебных курсов по фотосъёмке объектов природы и о фотографии как средстве эстетического воспитания.
Известен своей серией фотографий о природе, сотрудничал с журналами «Уральский следопыт», «Нева», «Крестьянка», «Работница», «Семья и школа», рядом других изданий, принимал участие в различных фотоконкурсах, всесоюзных и международных выставках. В Казани проходили также и персональные фотовыставки Хакимова. В течение почти 40 лет в целях изучения геологии, физической и экономической географии объездил практически всю страну, в связи с чем фиксировал всё увиденное на плёнку, специализируясь в основном на репортажной и социальной фотографии, индустриальном ландшафте, повседневной жизни на селе и в городе. Участвовал в создании фотоальбомов о Татарстане, собрал большой фотоархив о жизни республики. По оценкам Ф. С. Губаева, Хакимов как ветеран казанской фотографии — всегда верен себе: «В каждой работе, будь то пейзаж или портрет, он прежде всего философ».

## Награды
- Почётный работник высшего профессионального образования Российской Федерации (2004 год)[3][1].
- Нагрудный знак «За заслуги в образовании» министерства образования и науки Республики Татарстан (2008 год)[4].